# Йозеф Тисо

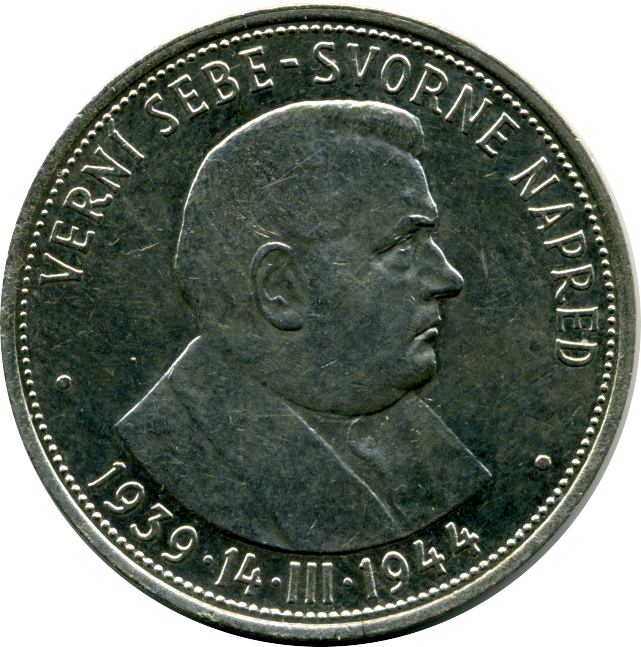
Срібна монета номіналом 50 крон періоду Першої Словацької Республіки із зображенням Йозефа Тисо

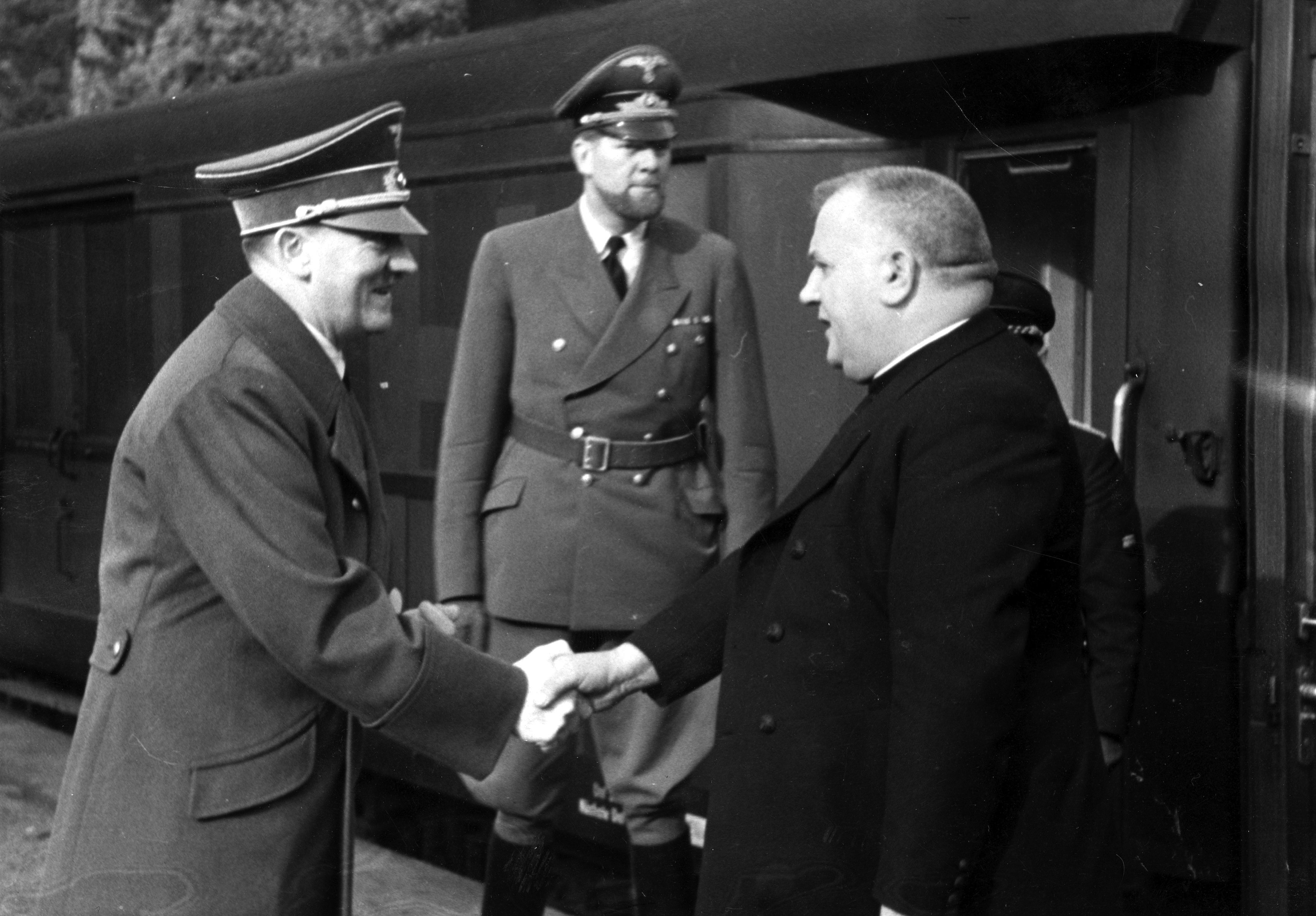
Адольф Гітлер та Йозеф Тисо, 1941 рік

Йо́зеф Ти́со (словац. Jozef Tiso, 13 жовтня 1887, Битча, Австро-Угорщина — 18 квітня 1947, Братислава, Чехословаччина) — словацький політичний та державний діяч, римо-католицький священник та теолог. Прем'єр-міністр, а пізніше — Президент Першої Словацької Республіки, організатор та ключова фігура тамтешнього авторитарного режиму. Саме за його правління Словаччина вступила до Осі та стала союзницею Третього Рейху у Другій світовій війні. Після поразки в останній Тисо утік до Баварії, проте був виданий уряду Чехословаччини, засуджений до страти за воєнні злочини та повішений.

## Ранні роки
Освіту здобував у гімназії в Жиліні, а згодом у Нітранській семінарії, де його помітив єпископ Нітри та скерував до Віденського університету.
1910 — після завершення університету служив помічником священника у трьох словацьких парафіях.
1914 — з початком Першої світової війни став військовим капеланом у австро-угорській армії.
1915 — призначений ректором духовної семінарії у Нітрі, викладав теологію, почав писати статті на політичні теми.
1921–1924 — секретар єпископа Нітри.
1924 — очолив церковну парафію в містечку Бановце над Бебравоу (захід Словаччини), згодом став деканом. Сумлінно виконував обов'язки декана аж до 1945, навіть перебуваючи на чолі Словацької держави.

## Політична кар'єра
З утворенням Чехословаччини приєднався до Словацької народної партії, яка мала націоналістичне спрямування та виступала за автономію Словаччини.
1925 — обраний до парламенту Чехословаччини.
1927–1929 — міністр охорони здоров'я та спорту Чехословаччини.
1938 — після смерті лідера Словацької народної партії Андрія Глінки фактично став її новим лідером.
Того ж року Третій Рейх окупував Судетську область Чехословаччини, а Словаччина проголосила автономію в складі країни.
7 жовтня 1938 — став прем'єр-міністром автономії.

## Перша Словацька Республіка
13 березня 1939 — канцлер Третього Рейху Адольф Гітлер запросив Йозефа Тисо до Берліна, де переконував його негайно проголосити незалежну Словацьку Республіку. Ця розмова проходила в рамках підготовки плану захоплення Німеччиною території Чехії з наступним утворенням Протекторату Богемії та Моравії. При цьому утворення незалежної словацької держави розглядалося як чи не єдина альтернатива розділу словацьких земель між Польщею та Угорщиною. Тисо відмовився ухвалити таке рішення самостійно й отримав згоду Гітлера на розгляд питання проголошення незалежності на засіданні словацького парламенту. Таке засідання було проведене 14 березня. Після доповіді Тисо щодо зустрічі з Гітлером та наступної дискусії парламент одностайно проголосував за проголошення незалежності Словаччини. Йозеф Тисо був призначений першим прем'єр-міністром новоствореної республіки, а 26 жовтня того ж року став президентом країни.
У своїй зовнішній політиці Перша Словацька Республіка орієнтувалася на гітлерівську Німеччину. Зокрема, Словаччина стала одним із перших учасників Другої світової війни, виступивши на боці Третього Рейху при його нападі на Польщу у вересні 1939 року. Згодом словацькі війська брали участь у війні проти Радянського Союзу.
У внутрішній політиці керівництво Словаччини також орієнтувалося на Німеччину. Це, зокрема, виявилося у створенні де-факто монопартійної авторитарної політичної системи, а також у депортації євреїв, закон про яку був підписаний Тисо в травні 1942. При цьому Тисо був прихильником поміркованішої політики — на противагу радикальному крилу Словацької народної партії, очолюваного прем'єр-міністром країни Войтехом Тукою.
У серпні 1944 через активізацію в Словаччині прорадянських партизанів Тисо звернувся до Гітлера по військову допомогу, себто фактично ініціював окупацію країни німецькими військами, введення яких спровокувало початок Словацького національного повстання.

## Страта
З наближенням до Братислави Червоної армії (квітень 1945) Тисо залишив країну та втік до Баварії, де 6 червня 1945 був заарештований американцями та виданий Чехословаччині.
Засуджений до страти за звинуваченням у державній зраді. Повішений 18 квітня 1947 року.